# Рожман, Грегорий
Грегорий (иногда пишут Григорий) Рожман (словен. Gregorij Rožman; 9 марта 1883, Долинчичах, Каринтия, Австро-Венгрия, ныне Австрия — 16 ноября 1959, Кливленд, Огайо, США) — католический епископ Любляны (Словения), имеющий противоречивую репутацию из-за активного сотрудничества с нацистской Германией.

## Биография
С 1904 года изучал теологию в Клагенфурте, после чего поступил в Словенскую семинарскую академию в Любляне. 21 июля 1907 года Грегорий Рожман был рукоположён в священника. В октябре 1909 года отправился в Вену, чтобы там изучать теологию. В 1912 году защитил научную степень доктора богословия на теологическом факультете Венского университета. С 1919 года преподавател каноническое право на богословском факультете Университета Любляны. 17 марта 1929 года Римский папа Пий XI назначил Грегория Рожмана вспомогательным епископом Любляны и титулярным епископом Семты. 14 июля 1929 года состоялось рукоположение Грегория Рожмана в епископа, которое совершил епископ Любляны Антоний Бонавентура Еглич в сослужении с епископом Лаванта Андреем Карлиным и епископом Крка Йосипом Сребрничем. 17 мая 1930 года Святой Престол назначил Грегория Рожмана епископом Любляны.
Получил известность как яростный антисемит и антикоммунист. Приветствовал оккупацию Югославии и отторжение словенских земель в пользу Италии.
21 июня 1943 г. в Любляне состоялась крупная демонстрация женщин, которые требовали от Рожмана дать свободу членам их семей, арестованным итальянцами в концентрационном лагере Раб и других местах. По сообщениям наблюдателей,
«Епископ Рожман и другие священники стояли у открытых окон, смеялись над женщинами и оскорбляли их».
Позднее, после того, как Италия вышла из войны и Словения была оккупирована гитлеровцами, находился в дружеских отношениях с генералом СС Эрвином Рёзенером, отдавшим приказ о массовом уничтожении гражданских лиц. Неоднократно публично призывал к истреблению «волков и шакалов» (югославских партизан).
По рекомендации Рожмана были сформированы коллаборационистские вооружённые формирования «Словенское домобранство», которые возглавил его протеже Леон Рупник.
В конце войны бежал в британскую зону оккупации в Австрии. Заочно осуждён в 1946 г. югославским судом к 18 годам заключения, в то время как он и ещё один епископ-коллаборационист, хорват Иван Шарич («вешатель сербов»), проживали в Епископском дворце в Клагенфурте (Австрия). Занимался переводом из Швейцарии в Южную Америку денег «католическим собратьям».
Поселившись в Кливленде, где и умер в 1959 г., он, по свидетельствам, трижды посещал Аргентину.
В конце 1990-х католическая церковь начала кампанию по реабилитации Рожмана. Официальный запрос о его реабилитации был направлен Прокурору Словении Антону Дробничу при визите папы Иоанна Павла II в 1999. По формальной причине (Рожман был лишён возможности лично защищать себя в суде) 11 октября 2007 г. приговор в отношении Рожмана был отменён Верховным судом, а дело передано на повторное рассмотрение в местный суд — Католическая церковь приветствовала это решение.